# علوان (اسم)
علوان هو اسم علم مذكر من أصل عربي، ومعناه هو الكثير الرفعة، ذو المكانة والشرف.

## شخصيات تحمل الاسم
- علوان الحموي
- علوان السهيمي (1983 – )
- علوان الشويع (مغني إيراني، 1980 – 18 أغسطس 1980)
- علوان الياسري (1869 – 12 أبريل 1951)
- علوان حسون علوان العبوسي (12 ديسمبر 1944 – )
- علوان مهدي الجيلاني (كاتب يمني، 1970 – )

## وصلات خارجية
- موسوعة السلطان قابوس لأسماء العرب نسخة محفوظة 5 أبريل 2019 على موقع واي باك مشين.